# 文蔵
文蔵（ぶぞう）は、埼玉県さいたま市南区の町名。現行行政地名は文蔵一丁目から文蔵五丁目。住居表示実施地区。郵便番号は336-0025。

## 地理
さいたま市南区南部の沖積平野に位置する。地区の東側で南浦和（四丁目）や川口市小谷場、南側で川口市芝富士や蕨市北町、西側で辻や根岸、北側で南本町や南浦和と隣接する。五丁目は東京外環自動車道によって分断されている。全域が市街化区域である。南浦和駅に近く、閑静な住宅街が広がっている。

### 河川
- 文蔵川
- 辻用水
- 新曽用水[6]

### 地価
住宅地の地価は、2022年（令和4年）1月1日の公示地価によれば文蔵3-34-16の地点で27万6000円/m2となっている。

## 歴史
もとは江戸期より存在した武蔵国足立郡浦和領に属する文蔵村で、古くは戦国期より見出せる足立郡の文蔵であった。『新編武蔵風土記稿』では家数83。
- 発足時は幕府領、寛文年間（1661年〜1673年）より一部が弘文院領となり、幕府領の東組に対し西組と呼称されていたと云われている[8][9]。その後1698年（元禄11年）に弘文院領は幕府領に統合された。
- 幕末時点では足立郡文蔵村であった。明治初年の『旧高旧領取調帳』の記載によると、代官大竹左馬太郎支配所が管轄する幕府領であった[10]。
- 1868年（慶応4年）6月19日 - 幕府領が武蔵知県事・山田政則（忍藩士）の管轄となる。
- 1869年（明治2年） 
  - 1月13日 - 武蔵知県事・宮原忠英の管轄区域に大宮県を設置、同県の管轄となる。県庁は東京府馬喰町に置かれる。
  - 9月29日 - 県庁が浦和に置かれ浦和県に改称。
- 1871年（明治4年）11月13日 - 第1次府県統合により埼玉県の管轄となる。
- 1879年（明治12年）3月17日 - 郡区町村編制法により成立した北足立郡に属す。郡役所は浦和宿に設置。
- 1889年（明治22年）4月1日 - 町村制により「文蔵村」が周辺の白幡、辻、根岸、沼影、別所の村々が合併し、六辻村が成立[11]。六辻村の大字文蔵となる[8]。
- 1938年（昭和13年）7月1日 - 六辻村が町制施行し、六辻町になる[12]。六辻町の大字となる。
- 1940年（昭和15年） - 大字大谷場の一部を編入する[8]。また、大字文蔵の一部を大字大谷場に編入する[13]。
- 1942年（昭和17年）4月1日 - 六辻町が浦和市に編入合併され[12]、浦和市の大字となる。
- 1966年（昭和41年） - 地内の東北本線に架かる南浦和陸橋が完成する。
- 1967年（昭和42年） - 大字文蔵の一部を大字辻に編入する[8]。
- 1968年（昭和43年）7月2日 - 土地改良事業[8]が完了したことから大字文蔵と大字辻の各一部から文蔵三丁目と四丁目が成立する[14]。だが後の住居表示実施に伴い改めて丁目分けされる。
- 1972年（昭和47年）8月28日 - 浦和市立文蔵小学校（現、さいたま市立文蔵小学校）が、浦和市根岸437番地の旧南浦和中学校跡地より移転する。
- 1980年（昭和55年）11月1日 - 大字文蔵が住居表示実施により文蔵一丁目〜五丁目に分かれる。京浜東北線より東側の地区を南浦和四丁目に分割[15]。また、同日神明一・二丁目の一部となる。これにより大字文蔵は消滅[16]。
- 2001年（平成13年） - 浦和市が大宮市、与野市と合併しさいたま市となる。さいたま市の町丁となる。
- 2003年（平成15年） - さいたま市が政令指定都市に移行し、さいたま市南区の町丁となる。

## 世帯数と人口
2017年（平成29年）9月1日現在の世帯数と人口は以下の通りである。
| 丁目       | 世帯数    | 人口     |
| ---------- | --------- | -------- |
| 文蔵一丁目 | 1,036世帯 | 2,250人  |
| 文蔵二丁目 | 1,510世帯 | 2,971人  |
| 文蔵三丁目 | 1,976世帯 | 3,995人  |
| 文蔵四丁目 | 1,259世帯 | 2,681人  |
| 文蔵五丁目 | 1,287世帯 | 2,781人  |
| 計         | 7,068世帯 | 14,678人 |

## 小・中学校の学区
市立小・中学校に通う場合、学区（校区）は以下の通りとなる。
| 丁目       | 番地 | 小学校                 | 中学校                   |
| ---------- | ---- | ---------------------- | ------------------------ |
| 文蔵一丁目 | 全域 | さいたま市立文蔵小学校 | さいたま市立岸中学校     |
| 文蔵二丁目 | 全域 | さいたま市立文蔵小学校 | さいたま市立岸中学校     |
| 文蔵三丁目 | 全域 | さいたま市立文蔵小学校 | さいたま市立南浦和中学校 |
| 文蔵四丁目 | 全域 | さいたま市立文蔵小学校 | さいたま市立南浦和中学校 |
| 文蔵五丁目 | 全域 | さいたま市立文蔵小学校 | さいたま市立南浦和中学校 |

## 交通

### 鉄道
文蔵1丁目と3丁目の東端で東北本線（京浜東北線ほか）の複々々線に隣接しているが、地内に駅はない。JR武蔵野線・京浜東北線南浦和駅が最寄り駅であり、文蔵域内で最も駅に近い水深公園は同駅西口から約200メートルの距離である。

### 路線バス
国際興業バス(戸田営業所)
浦50 南浦和駅西口 - 二十三夜、太田窪 - 浦和駅東口
南浦12 南浦和駅西口 - 小谷場 - 藤右ヱ門橋
「文蔵」停留所
蕨50 南浦和駅西口 - 文蔵小学校、芝園団地 - 蕨駅西口
南浦84 南浦和駅西口 - 文蔵小学校、北戸田駅入口 - 戸田車庫
「文蔵」「文蔵1丁目」「文蔵3丁目」「文蔵小学校」停留所 
蕨市コミュニティーバス「ぷらっとわらび(西ルート)」
「蕨高校」「蕨サンクチュアリ入口」停留所
文蔵5丁目と蕨市北町4丁目または5丁目にある蕨市との市境付近に停留所が存在する 

### 道路
- 国道298号
- 東京外環自動車道
- 一ッ木通[6] - 「文蔵」「文蔵1」「文蔵3」「文蔵小」バス停が設置されている。
- 南陸橋通 - JR線を南浦和陸橋で交差する。

## 地域

### 寺社・史跡
- 文蔵神明社（4丁目）
- 薬師堂（4丁目）

### 公園・緑地
1丁目
- 水深公園[6]

2丁目
- 郷前公園
- 文蔵郷前緑道
- 文蔵二丁目公園

3丁目
- 文蔵緑道
- 文蔵三丁目児童公園
- 文蔵三丁目第二公園
- 文蔵フィットネス広場 - 外環道高架下に所在

4丁目
- 文蔵四丁目第一公園
- 文蔵四丁目第二公園
- 六辻水辺公園

5丁目
- 文蔵公園
- 文蔵南公園
- 文蔵五丁目第一公園
- 文蔵五丁目第二公園

### 教育機関
- 浦和実業学園中学校・高等学校（3丁目）
- さいたま市立文蔵小学校（5丁目）

### 施設
1丁目
- 文蔵第一自治会館

2丁目
- 青木信用金庫
- 南浦和幼稚園

3丁目
- 文蔵幼稚園
- むさし幼稚園

4丁目
- 文蔵公民館
  - 文蔵放課後児童クラブ
  - 文蔵児童センター
- 文蔵第二自治会館